# Stigmatogobius minima
Stigmatogobius minima es una especie de pez de la familia de los Gobiidae en el orden de los Perciformes.

## Morfología
Los machos pueden llegar a alcanzar los 2 cm de longitud total.

## Hábitat
Es un pez  de clima tropical y demersal.

## Distribución geográfica
Se encuentra en el lago Chilkat (Orissa, la India) y el estuario del río Godavari (Andhra Pradesh, la India)

## Observaciones
Es inofensivo para los humanos. 